# Franz Muheim (Diplomat)

Franz E. Muheim (1982)

Franz Emmanuel Muheim (* 27. September 1931 in Bern; † 10. November 2020 ebenda) war ein  Schweizer Botschafter. Von 1996 bis 2001 war er Präsident des Schweizerischen Roten Kreuzes.

## Leben
Franz Muheim absolvierte das Gymnasium in seiner Heimatstadt Bern und von 1952 bis 1956 ein geisteswissenschaftliches Studium an den Universitäten Freiburg, Genf und Paris. Nach verschiedenen Praktika trat er 1960 für das Eidgenössische Politische Department (EPD), das heutige Eidgenössische Departement für auswärtige Angelegenheiten (EDA), in den diplomatischen Dienst ein und war bis 1971 unter anderem in Belgrad, Rabat und London tätig. Anschliessend leitete er zwei Jahre lang den Dienst Europarat des EPD und von 1973 bis 1978 die Sektion Vereinte Nationen und internationale Organisationen.
Von 1978 bis 1981 war er erster Mitarbeiter des Schweizer Botschafters in den Vereinigten Staaten. Bis 1984 war er stellvertretender Direktor der Politischen Direktion des EDA sowie Leiter der politischen Abteilung I für Europa und Nordamerika, und anschliessend bis 1989 Vorsteher der Direktion für internationale Organisationen. Von 1989 bis 1994 fungierte er als Botschafter in London.
Franz Muheim war von 1981 bis 1982 Fellow an der Harvard University und von 1995 bis 1996 Professor am Bologna Center der Paul H. Nitze School of Advanced International Studies, einer Bildungs- und Forschungseinrichtung für internationale Beziehungen und Diplomatie an der Johns Hopkins University in Baltimore. Im Jahr 1996 übernahm er von Karl Kennel das Amt des Präsidenten des Schweizerischen Roten Kreuzes (SRK). In dieser Position folgte ihm 2001 der Jurist und Politiker René Rhinow.